# Zaharești (okręg Suczawa)
Zaharești – wieś w Rumunii, w okręgu Suczawa, w gminie Stroiești. W 2011 roku liczyła 786 mieszkańców. 